# Kjell Bengtsson (kyrkomusiker)
Kjell Erik Bengtsson, född 25 december 1941 i Gamlestad, Göteborg, är en svensk kyrkomusiker. 

## Biografi
Kjell Bengtsson har varit verksam i kyrkorna i Lycksele och Alingsås och inte minst under många år som musikrektor inom Sveriges Kyrkliga Studieförbund, SKS numera Sensus, där han i samarbete med flera musikförlag har initierat och varit redaktör för en mycket stor mängd utgåvor: noter för kör och för orgel samt pedagogiskt material för stora delar av kyrkans musikbehov.
En viktig del av Kjell Bengtssons stora utgivning var den stora satsningen inför Kyrkomusikens år 1985 tillsammans med Gehrmans musikförlag baserat på jubilarerna Heinrich Schütz, Johann Sebastian Bach och Georg Friedrich Händel som detta år fyllde tillsammans 1000 år. Bland utgivningen till detta år märks tre omfångsrika serier för kör: musik av de tre jubilarerna med uppförandeanvisningar av Anders Öhrwall, nyskriven svensk körmusik av bland andra Daniel Börtz, Thomas Jennefelt och Bror Samuelson, samt musik för kör och bleckblås.

## Kompositioner
Bengtsson har också komponerat koralen till nr 473 i Den svenska psalmboken 1986, Du räckte ut din hand, jag såg och trodde.